# 島田糺
島田 糺（しまだ ただす、1853年2月22日（嘉永6年1月15日）- 1914年（大正3年）5月2日）は、幕末の土佐藩士、明治期の政治家・自由民権運動家・実業家。衆議院議員、高知県会議長。

## 経歴
土佐国吾川郡秋山村（高知県吾川郡秋山村、平和村、春野村、春野町を経て現高知市春野町秋山）で、土佐藩士・島田佐一、亀の長男として生まれる。藩校致道館で学んだ。
1868年（明治元年）致道館砲術取立役に就任し、次いで藩兵小隊司令となる。1875年（明治8年）区会議員となり、同議長、区長兼学区取締を歴任。1880年（明治13年）高知県会議員に選出され、同常置委員、同副議長、同議長を務めた。1887年（明治20年）三大事件建白運動で上京して保安条例違反として退去命令を受けた。
また、1887年に高知県海面漁業組合頭取、高知物産会社頭取に就任し、高知商工会副頭取なども務めた。
1902年（明治35年）8月の第7回衆議院議員総選挙で高知県郡部から立憲政友会所属で出馬して初当選し、1903年（明治36年）3月の第8回総選挙（高知県郡部、立憲政友会所属）でも再選され、その後同志研究会に所属して衆議院議員に連続2期在任した。